# Bruna Corrà
Bruna Corrà (Trento, 27 novembre 1931 – Trento, 3 marzo 2015) è stata un'attrice italiana.

## Biografia
Frequenta dal 1950 al 1951 l'Accademia nazionale d'arte drammatica a Roma, interrotta poi per lavorare in radio e sul palcoscenico. Il suo debutto nel cinema è avvenuto nel 1952 con il film La famiglia Passaguai fa fortuna, diretto da Aldo Fabrizi. Ha lavorato nel cinema sino al 1957, per poi riapparire nel 1961.

## Filmografia
- La famiglia Passaguai fa fortuna, regia di Aldo Fabrizi (1952)
- Inganno, regia di Guido Brignone (1952)
- I figli non si vendono, regia di Mario Bonnard (1952)
- Il romanzo della mia vita, regia di Lionello De Felice (1952)
- Viva la rivista!, regia di Enzo Trapani (1953)
- Frine, cortigiana d'Oriente, regia di Mario Bonnard (1953)
- Anna perdonami, regia di Tanio Boccia (1953)
- Accadde al commissariato, regia di Giorgio Simonelli (1954)
- Napoli terra d'amore, regia di Camillo Mastrocinque (1954)
- Canzone d'amore, regia di Giorgio Simonelli (1954)
- Carovana di canzoni, regia di Sergio Corbucci (1955)
- Gli egoisti (Muerte de un ciclista), regia di Juan Antonio Bardem (1955)
- La sultana Safiyè, regia di G.D. Martin e Fikri Rutkay (1955)
- Terrore sulla città, regia di Anton Giulio Majano (1957)
- Gerarchi si muore, regia di Giorgio Simonelli (1961)

## Doppiatrici
- Rosetta Calavetta in Canzone d'amore